# Overita
L'overita és un mineral de la classe dels fosfats, que pertany i dona nom al grup de l'overita. Rep el nom del col·leccionista de minerals Edwin J. Over (1903-1963), qui va treballar amb Arthur Montgomery a la localitat de Fairfield i va descobrir el primer material.

## Característiques
L'overita és un fosfat de fórmula química CaMgAl(PO₄)₂(OH)·4H₂O. Cristal·litza en el sistema ortoròmbic. La seva duresa a l'escala de Mohs es troba entre 3,5 i 4.
Segons la classificació de Nickel-Strunz, l'overita pertany a «08.DH: Fosfats amb cations de mida mitjana i gran, (OH, etc.):RO₄ < 1:1» juntament amb els següents minerals: minyulita, leucofosfita, esfeniscidita, tinsleyita, jahnsita-(CaMnFe), jahnsita-(CaMnMg), jahnsita-(CaMnMn), keckita, rittmannita, whiteïta-(CaFeMg), whiteïta-(CaMnMg), whiteïta-(MnFeMg), jahnsita-(MnMnMn), kaluginita, jahnsita-(CaFeFe), jahnsita-(NaFeMg), jahnsita-(NaMnMg), jahnsita-(CaMgMg), manganosegelerita, segelerita, wilhelmvierlingita, juonniïta, calcioferrita, kingsmountita, montgomeryita, zodacita, arseniosiderita, kolfanita, mitridatita, pararobertsita, robertsita, sailaufita, mantienneïta, paulkerrita, benyacarita, xantoxenita, mahnertita, andyrobertsita, calcioandyrobertsita, englishita i bouazzerita.

## Formació i jaciments
Es tracta d'un mineral fosfat secundari trobat en nòduls alterats de fosfat, en sediments i en pegmatites granítiques. Va ser descoberta al Clay Canyon, a la localitat de Fairfield, al Comtat de Utah, de l'estat d'Utah, als Estats Units. També ha estat descrita a la mina de plata Candelaria, a l'estat de Nevada, i a la mina Tanco, prop el llac Bernic, a Manitoba (Canadà).